# 北方重工

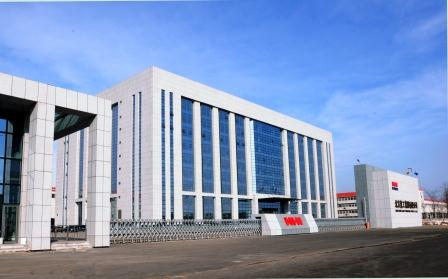
北方重工南门

沈阳北方重工集团有限公司（简称北方重工），不同于内蒙古北方重工，由沈阳矿山机械（集团）有限责任公司和沈阳重型机械集团有限责任公司合并重组基础上组建，其总部位于沈阳经济技术开发区开发大路16号。注册资本10亿元，主导产品包括隧道工程装备、电力装备、建材装备、冶金装备、矿山装备、煤炭机械、港口装备、环保装备、锻造装备、工程机械以及传动机械等共计五百多个品种、七千余种规格。
沈阳北方重工占地面积141万平方米，资产总额127亿元，员工总数10000余人。北方重工有完整的设计、试验、检测和计量手段，拥有5000余台（套）加工制造设备、200余项专利和专有技术、130台（套）新产品填补国家空白、104项产品或技术获国家各级科技奖励。公司不仅为国家重点工程建设提供大量的重大技术装备，产品还远销世界五大洲80多个国家和地区。

## 历史沿革
2007年北方重工在沈阳矿山机械（集团）有限责任公司和沈阳重型机械集团有限责任公司合并重组基础上组建，成为国有独资公司。

2007年并购德国维尔特控股公司/法国NFM公司后，成为跨国经营企业。
2016年6月28日北方重工集團成功並購擁有世界最先進硬巖掘進機技術的美國羅賓斯公司（The Robbins Company）。

## 外部連結
- 北方重工集团有限公司（页面存档备份，存于）
- 沈阳市国家税务局对北方重工的介绍[永久]